# نادية رشيد
نادية رشيد دبلوماسية فلسطينية، شغلت منصب سفير دولة فلسطين لدى الأوروغواي بين عامي 2020 و2024، وتشغل حاليًا منصب السفير الفلسطيني لدى المكسيك.

## حياتها
درست درجة البكالوريوس في دراسات الاتصالات والإعلام بين عامي 1996 و2000 في جامعة كاليفورنيا، دافيس. حصلت على درجة الماجستير في حقوق الإنسان والشؤون الإنسانية من كلية الشؤون العامة والدولية في جامعة كولومبيا عام 2007.
عملت بين عامي 2000 و2020 في البعثة الفلسطينية لدى الأمم المتحدة.
عملت سفيرةً لدولة فلسطين لدى الأوروغواي في نوفمبر 2020 ومارست أعمالها حتى أكتوبر 2024.
في 25 أكتوبر 2024، سلمت أوراق اعتمادها سفيرةً لدولة فلسطين إلى الخارجية المكسيكية. ولاحقًا في 19 مارس 2025 سلمت نسخة من أوراق اعتمادها إلى رئيسة الولايات المتحدة المكسيكية كلوديا شينباوم.